# Zbudská Belá
Zbudská Belá, russinisch Збудська Бiла/Sbudska Bila (ungarisch Izbugyabéla)  ist eine Gemeinde im Nordosten der Slowakei mit 114 Einwohnern (Stand 31. Dezember 2024), die zum Okres Medzilaborce, einem Kreis des Prešovský kraj gehört und in der traditionellen Landschaft Zemplín liegt.

## Geographie
Die Gemeinde befindet sich in den Niederen Beskiden im Bergland Laborecká vrchovina, im Tal des Baches Belianka im Einzugsgebiet des Laborec. Das Ortszentrum liegt auf einer Höhe von 272 m n.m. und ist 20 Kilometer von Medzilaborce entfernt (Straßenentfernung).
Nachbargemeinden sind Čabiny, Valentovce und Čabalovce im Norden, Výrava im Nordosten, Zbojné im Osten und Südosten, Radvaň nad Laborcom im Süden und Volica im Westen.

## Geschichte
Zbudská Belá wurde zum ersten Mal 1463 als Bela schriftlich erwähnt, weitere historische Bezeichnungen sind unter anderen Zbucky Bella (1773) und Zbudska Bela (cum Valentocz) (1808). Das Dorf war Besitz der Familien Izbugyay, im 18. Jahrhundert der Familie Boronkay und im 19. Jahrhundert unter anderen der Familien Szirmay, Dessewffy und Vladár. 1715 gab es 16 verlassene und 10 bewohnte Haushalte. 1787 hatte die Ortschaft 77 Häuser und 553 Einwohner, 1828 zählte man 77 Häuser und 576 Einwohner, die als Landwirte und Waldarbeiter tätig waren. Von 1880 bis 1900 wanderten viele Einwohner aus.
Bis 1918 gehörte der im Komitat Semplin liegende Ort zum Königreich Ungarn und kam danach zur Tschechoslowakei beziehungsweise heute Slowakei. Nach 1918 waren die Einwohner vorwiegend als Landwirte beschäftigt. Nach dem Zweiten Weltkrieg pendelte ein Teil der Einwohner zur Arbeit an der Eisenbahn, nach Medzilaborce, Humenné, Košice sowie in den tschechischen Landesteil der Tschechoslowakei.

## Bevölkerung
| Jahr                | 1994 | 2004     | 2014    | 2024    |
| ------------------- | ---- | -------- | ------- | ------- |
| Anzahl der Personen | 179  | 130      | 126     | 114     |
| Unterschied         |      | −27,37 % | −3,07 % | −9,52 % |

| Jahr                | 2023 | 2024    |
| ------------------- | ---- | ------- |
| Anzahl der Personen | 116  | 114     |
| Unterschied         |      | −1,72 % |

Nach der Volkszählung 2011 wohnten in Zbudská Belá 131 Einwohner, davon 75 Russinen, 41 Slowaken und vier Ukrainer. 11 Einwohner machten keine Angabe zur Ethnie.
61 Einwohner bekannten sich zur orthodoxen Kirche, 39 Einwohner zur griechisch-katholischen Kirche und 12 Einwohner zur römisch-katholischen Kirche. Fünf Einwohner waren konfessionslos und bei 14 Einwohnern wurde die Konfession nicht ermittelt.

## Bauwerke und Denkmäler
- griechisch-katholische Kirche Entschlafung der allheiligen Gottesgebärerin im barock-klassizistischen Stil aus dem Jahr 1770, 1903 und 1949 saniert[6]

## Verkehr
Durch Zbudská Belá führt die Cesta III. triedy 3864 („Straße 3. Ordnung“) von Radvaň nad Laborcom (Anschluss an die Cesta II. triedy 559 („Straße 2. Ordnung“)) heraus und weiter nach Valentovce. Der nächste Bahnanschluss ist in Radvaň nad Laborcom an der Bahnstrecke Michaľany–Łupków.

## Söhne und Töchter der Gemeinde
- Irina Nevická (1886–1966), Schriftstellerin